# محمد بن عبد الله الديباج
محمد بن عبد الله الديباج، أبو عبد الله القرشي الأموي، أحد رواة الحديث النبوي.

## نسبه
محمد بن عبد الله بن عمرو بن عثمان بن عفان بن أبي العاص بن أمية بن عبد شمس بن عبد مناف بن قصي بن كلاب بن مرة بن كعب بن لؤي بن غالب بن فهر بن مالك بن النضر بن كنانة بن خزيمة بن مدركة بن إلياس بن مضر بن نزار بن معد بن عدنان.

## سيرته
كان محمد بن عبد الله يلقب بالديباج لحسن وجهه - وكان أبوه عبد الله يدعى بالمطرف لجماله أيضا - وكان محمد كريما جوادا سخيا، أمه هي فاطمة بنت الحسين، وإخوته القاسم ورقية، وإخوته لأمه هم عبد الله بن الحسن المثنى، والحسن المثلث وإبراهيم وكان محمد أصغرهم. يروي الخطيب البغدادي في تاريخه أن فاطمة بنت الحسين جمعت أولادها فقالت لهم:
«يا بني، إنه والله ما نال أحد من أهل السفه بسفههم شيئا، ولا أدركوا ما أدركوه، من لذاتهم إلا وقد ناله أهل المروءات بمروءاتهم، فاستتروا بجميل ستر اللَّهُ عَزَّ وَجَلَّ .»
وكان عبد الله بن الحسن المثنى يقول: أبغضت محمد بن عبد الله بن عمرو أيام ولد بغضا ما أبغضته أحدا قط، ثم كبر وتربى، فأحببته حبا ما أحببته أحدا قط.
وقال الزبير بن بكار: أنشدني سليمان بن عياش السعدي لأبي وجزة السعدي يمدح محمد بن عبد الله بن عمرو:

## روايته للحديث النبوي
روى عن: جعفر بن عمرو بن أمية الضمري، وخارجة بن زيد بن ثابت، على خلاف، وطاووس بن كيسان، وأبي الزناد عبد الله بن ذكوان، وأبيه عبد الله بن عمرو، ومحمد بن عبد الرحمن بن لبيبة، ومحمد بن مسلم بن شهاب الزهري، ومحمد بن المنكدر، والمطلب بن عبد الله بن حنطب، ونافع مولى ابن عمر، وأمه فاطمة بنت الحسين.
روى عنه: أسامة بن زيد الليثي، وبشر بن محمد الأموي، وخالد بن إلياس، وسالم الخياط، وأبو أيوب سليمان بن الحجاج، وعبد الله بن سعيد بن أبي هند، وعبد الله بن عامر الأسلمي، وعبد الله بن عنبسة العثماني، وعبد الرحمن بن أبي الزناد، وعبد العزيز بن محمد الدراوردي، وعمارة بن غزية، ومحمد بن معن الغفاري، ومحمد بن موسى الفطري، ومنصور بن سلمة الليثي، ويحيى بن سليم الطائفي، ويوسف بن الماجشون، وأبو بكر بن محمد بن عمرو بن حزم.

## أقوال العلماء فيه
- قال النسائي: ثقة، وفي موضع آخر: ليس بالقوي.
- وقال ابن حبان في كتاب 《الثقات》: في حديثه عن أبي الزناد بعض المناكير.[5]
- وقال ابن سعد في طبقاته: كان كثير الحديث عالما.[6]
- وقال العجلي: مدني تابعي ثقة.[7]
- قال ابن حجر العسقلاني في 《تقريب التهذيب》: صدوق.[8]

## وفاته
روي أن محمد الديباج مات في حبس أبو جعفر المنصور سنة 145 للهجرة، وقيل أنه قتله وبعث برأسه إلى خراسان.